# Mistral gagnant (bài hát)
"Mistral gagnant" là ca khúc chủ đề trong album cùng tên phát hành năm 1985, Mistral gagnant, của nam ca sĩ người Pháp Renaud. Trong bài hát, Renaud kể với con gái Lolita Séchan về tuổi thơ của mình và nhận ra rằng thời gian sẽ làm lu mờ những kí ức về tiếng cười thuở nhỏ của con gái ông. Chủ đề lớn này, kết hợp với phần âm nhạc đơn giản đã giúp bài hát trở thành một trong những ca khúc kinh điển giữa những bài hát "yếu mềm" của Renaud.

## Bối cảnh và lịch sử bài hát
"Mistral gagnant" là một loại kẹo trúng thưởng nổi tiếng trong những năm 1970. Một vài người trong số những người chơi sẽ là người chiến thắng (gagnant) và họ có thể lấy thêm một chiếc kẹo nữa mà không phải trả tiền. Vào thời điểm ghi âm bài hát này, hay khi Renaud đến tuổi trưởng thành, loại kẹo này không còn được bày bán.
Trong bài hát này, nam ca sĩ nói về những kỉ niệm và về những viên kẹo khi ông còn nhỏ. Ca khúc thấm đầy sự u sầu của ông, thể hiện qua những kí ức về những chiếc kẹo, thứ mà lúc này đã biến mất theo thời gian mà không thể khôi phục trở lại (Mistral gagnant, Coco Boer, Roudoudou, Car en sac, Minto). Ca khúc được viết dành cho con gái ông Lolita.
Renaud cho biết ông chưa bao giờ có ý định đưa bài hát vào album Mistral gagnant. Ông giải thích rằng lời bài hát quá mang tính cá nhân và có thể sẽ không gây được hứng thú cho công chúng. Khi gọi điện cho vợ ông, bà Dominique, từ phòng thu ở Los Angeles khi đang ghi âm album, ông đã hát cho bà nghe một số phần của ca khúc ở ngay trên điện thoại. Sau khi vợ ông nghe được, bà trở nên yêu mến ca khúc và đe dọa ông rằng: "Nếu ông không thu âm bài hát này, tôi sẽ bỏ ông...".
Tháng 5 năm 2015, theo một cuộc thăm dò ý kiến của BVA, bài hát được bình chọn là "ca khúc yêu thích của người Pháp", đứng trên "Ne me quitte pas" của Jacques Brel và "L'Aigle noir" của Barbara.

## Danh sách bài hát
1. Mặt A: "Mistral gagnant" (2:45)
2. Mặt B: "Le retour de la pépette" (3:51)

## Các bản hát lại, lẫy mẫu và ảnh hưởng
Bài hát đã được thể hiện lại bởi nhiều nghệ sĩ. Một số phiên bản hát lại tiêu biểu gồm:
- Yves Duteil
- Maxime Le Forestier và Vanessa Paradis cho Les Enfoirés trong album Enfoirés en Cœur (1998)
- Amel Bent
- Lara Fabian, thu âm trực tiếp cho album En Toute Intimité (2003)
- Jean-Louis Aubert
- Jean-Louis Aubert và Carla Bruni, trong chương trình Docteur Renaud, Mister Renard ngày 29 tháng 3 năm 2003 trên kênh France 2
- Camélia Jordana, trong chương trình truyền hình Nouvelle Star ngày 2 tháng 6 năm 2009 trên kênh W9
- Jean-Baptiste Maunier, trong chương trình Dans l'univers de... Patrick Fiori
- La Grande Sophie thể hiện lại bài hát theo phong cách rock trong chương trình Les Affranchis trên France Inter vào ngày 14 tháng 2 năm 2012
- Cœur de pirate cho album La Bande à Renaud (2014)
- Grand Corps Malade
- Louane và Calogero tại Ngày hội âm nhạc 2015
- Gratt'DeLaPatt', trong album Au naturel năm 2010 và trong Gratt&Co - Mais Co n'est pas venu năm 2015
- Florent Pagny trong album Tout simplement (2018)

### Lấy mẫu bài hát
Ca sĩ nhạc rap người Pháp Booba đã hai lần sử dụng các phần lấy mẫu từ "Mistral gagnant" cho hai bài hát của hai album khác nhau. Năm 2002, anh sử dụng một phần lấy mẫu trong bài hát "Le bitume avec une plume" nằm trong album đầu tay Temps mort. Album đạt đến vị trí á quân trên bảng xếp hạng album của Pháp. Sau đó, anh tiếp tục sử dụng một phần lấy mẫu cho bài hát "Pitbull" trong album Ouest Side phát hành năm 2006. Album đạt vị trí quán quân trên bảng xếp hạng album của Pháp.

### Trong văn hóa đại chúng
Ca khúc của Renaud là cảm hứng cho tựa đề của bộ phim tài liệu tiếng Pháp Et les mistrals gagnants của Anne-Dauphine Julliand, công chiếu vào năm 2017.

## Phiên bản của Cœur de pirate
Vào năm 2014, trong album tri ân đến Renaud có tựa đề La Bande à Renaud, nữ ca sĩ Cœur de pirate đã thể hiện lại "Mistral gagnant". Phiên bản của cô đạt đến vị trí thứ 13 trên bảng xếp hạng đĩa đơn của SNEP, đồng thời cũng trở thành một hit tại Bỉ.

## Xếp hạng

### Bản gốc của Renaud
| Bảng xếp hạng tuần (2014) | Vị trí cao nhất |
| ------------------------- | --------------- |
| Pháp (SNEP)               | 102             |

### Phiên bản của Cœur de pirate
| Bảng xếp hạng tuần (2014) | Vị trí cao nhất |
| ------------------------- | --------------- |
| Bỉ (Ultratop Wallonia)    | 17              |
| Pháp (SNEP)               | 13              |